# Chanwit Aunjai
Chanwit Aunjai (ur. 18 maja 1997) – tajski zapaśnik walczący w obu stylach. Zajął dziewiętnaste miejsce na igrzyskach azjatyckich w 2018. Brązowy medalista igrzysk Azji Południowo-Wschodniej w 2019. Piąty na mistrzostwach Azji juniorów w 2015 roku.